# 同安镇 (永泰县)
同安镇是中华人民共和国福建省福州市永泰县下辖的一个镇。

## 行政区划
同安镇共辖23个行政村：
同安村、文漈村、岚口村、云台村、樟坂村、上庄村、丹洋村、官路村、荷洋村、上坊村、新村、连山村、三捷村、洋尾村、坂头村、洋中村、洋头村、联坪村、占柄村、西安村、红阳村、芹草村和尾林村。

## 爱荆庄
爱荆庄，又称美祚寨、米石寨，位于同安镇洋尾村，由同安鲍氏美祚公为其发妻李氏建造于清道光十二年（1832年），由土石木混合建造，是典型的闽中庄寨建筑。整座庄寨依山而建，由正座、下座及后座、边房、过雨亭、横楼、书斋楼、后花台和绕庄一周的跑马道组成，共有房屋360间，占地5200多平方米。同时，爱荆庄拥有较为完备的防御体系.
联合国教科文组织2018年度亚太地区文化遗产保护奖授予爱荆庄优秀奖。专家认为该建筑体现了人居与防御并重的民间智慧以及天人合一、与自然和谐共处的设计理念。